# Ruidera (kommun)
Ruidera är en kommun i Spanien.   Den ligger i provinsen Provincia de Ciudad Real och regionen Kastilien-La Mancha, i den centrala delen av landet, 170 km söder om huvudstaden Madrid. Antalet invånare är 587.